# BlackBerry Bold
BlackBerry Bold（ブラックベリーボールド）は、カナダのブラックベリー製のBlackBerryシリーズのスマートフォンで、HSDPAに対応する最上位機種である。アメリカ、ヨーロッパ、アジア、豪州と世界中で発売されている。日本ではNTTドコモよりdocomo PRO seriesの端末として発売されている。以下NTTドコモより発売されているBlackBerry Boldを中心に記述する。

## 概要
日本ではBlackBerryは2006年9月よりBlackBerry 8707hが発売されていたが、メーカーブランド扱いであり法人に対する販売が中心であった。そのためドコモショップや家電量販店での販売や保守は行われていなかった。ドコモブランドとして販売されるのは本端末が日本では初となる。
BlackBerryには2タイプのネットワークサービスがあり、個人、中小企業向けで、POP、IMAPメールサーバと同期しプッシュ型電子メールサービスを提供するBlackBerry Internet Service（BIS）と企業のグループウェアと同期し、同様にプッシュメールやスケジュールのプッシュ型の同期するBlackBerry Enterprise Service（BES）、それとその双方を利用できるBlackBerry Dual Service（BDS)に対応する。
モバイル通信機能は3G、HSDPA、GSM、GPRSに対応している。FOMAプラスエリアにも対応している。またNTTドコモの国際ローミングサービスであるWORLD WINGを利用することにより、海外でも利用することが可能である。なお国際ローミングではGSMの850MHz、3G1900MHz帯の通信エリアでも利用が可能とされる。
形状はBlackBerry特有の前面QWERTY配列キーボードを備えたストレートタイプとなっており、中心部にあるトラックボールで上下左右にカーソルや画面を動かし、またトラックボールを押すことで決定される仕組みとなっている。またトラックボールの左側のメニューキーで各アプリケーションのメニューを表示させ、設定等を変更できる。またトラックボールの右のボタンは「戻る」ボタンとなっており、一つ前の操作に戻す際などに利用される。またキーボードの「O」を押すと画面の縮小「I」を押すと拡大といった操作ができる。
端末の裏側はバッテリーカバーで、黒い革張りとなっているほか、カメラ（フラッシュ）が配置されている。このバッテリーカバーは取り替えが可能で、他の色のカバー、デニム生地のカバー、カーボンカバーなどがガジェットショップなどで販売されており、好きなように変えることができる。同様に前面のキーボードやトラックボール、ベゼルといわれる外枠なども他の色、素材のものと取り替えることが可能となる。ただしそれら改造を行うと補償対象外となる可能性があるため、交換は自己責任となる。
2011年4月26日よりOSがVer5.0へのアップグレードが提供され、ブラウザのレンダリング速度等が向上すると共に、spモードアプリが利用可能となった。

## 機能

### メール・メッセンジャー
本機はBlackBerry Internet Service、BlackBerry Enterprise Serviceのメールの送受信が可能である。
BlackBerry Internet Serviceではメールアドレスは@xxx.blackberry.comというメールアドレスがひとつ取得でき、その他に10個のメールアカウントを利用できる。xxx.blackberry.comとGmail、Hotmailはほぼリアルタイムにメールがプッシュ着信し、その他のメールは0分〜15分のタイムラグでプッシュ着信する。メールはPOP、IMAP方式のメールサーバであれば利用ができる。メールアカウント毎にデスクトップ上のメールのアカウントができ、その他に全てのメールが統合される統合メールアイコンが表示される。
iモードメールはBlackBerry Boldでプッシュ型電子メールとして利用することはできない。現時点でBlackBerry Boldでiモードメールの送受信を行うためには、iモード.netモバイルモードを利用することとなる。BlackBerry Boldの発表会の席上でNTTドコモの山田社長は2009年中にiモードメール用のアプリを開発する予定と発表を行っている。
BlackBerry Boldでは、様々なメッセンジャー（チャット）が利用できるが「BlackBerry Messenger」「Google Talk」「Windows Live メッセンジャー」プリインストールまたはインストール用ショートカットが用意されている。上記メッセンジャーはメールと同様、メッセージが着信すると、着信音やバイブレーター、LED通知で着信を知らせてくれる。
その他にSMS、国際SMSが利用可能となる。

### ブラウザ
ブラウザは「BlackBerryブラウザ」「Internet Explorer」「Firefox」の3種類が利用できる。このなかで携帯用のサイトを見るにはBlackBerryブラウザ、PC用のサイトを見るには「Internet Explorer」「Firefox」と切り替えて利用することとなる。BlackBerryブラウザで携帯電話用サイトにアクセスすると、BlackBerry Boldの端末IDがそのサイトにとぶため、BlackBerry用に作られたサイトなどはBlackBerryブラウザでないとうまくアクセスできないことがある。たとえばGoogleのモバイルサイトなどは、他のブラウザでアクセスすると、PC用のサイトにリダイレクトされる。本ブラウザは表示に関してはさほど問題ないが、オンラインショップやバンキングといったアプリケーションが動くサイトなどが、まだBlackBerry用のブラウザに対応していないことがあるため、一部利用できないことがある。

### 無線LAN
無線LANは日本で発売されているスマートフォンとしては珍しくIEEE 802.11a/b/gの3タイプに対応している。ただし無線LANルータによっては通信ができないこともある。無線LAN通信だけでもBlackBerry Internet ServiceやBlackBerry Enterprise Serviceの通信を行うことが可能となる。2009年6月からBlackBerry用公衆無線LANオプションサービスが開始されている。本オプションを申し込むことでNTTドコモが提供している公衆無線LANサービスdocomo Wi-Fiと同じエリアで公衆無線LANサービスを受けることができる。主に空港、駅構内、喫茶店、ファーストフードをはじめとした飲食店、ショッピングセンター等の複合施設などで利用できる。

### PCとの同期
同梱のUSBケーブルを使ってパソコンとの同期、ファイルのやりとりができる。それらの操作を行うには、BlackBerry Bold用のデスクトップマネージャーv4.6といわれるアプリケーションをパソコンにインストールしておく必要がある。なおBlackBerryをストレージモードにすることによって、ファイルのやりとりにおいては、デスクトップマネージャーなしに行うことができる。2009年9月よりデスクトップマネージャーv5.0も公開されている。
パソコンのオーガナイザーとの同期
以下のオーガナイザーのアドレス帳、スケジュール（カレンダー）、タスクなどの同期に対応する。双方向の同期のほか、片方向の同期も可能。
| デスクトップマネージャー対応オーガナイザー                  |
| ----------------------------------------------------------- |
| Lotus Notes 6.0, 6.5, 7.0, 8.0                              |
| MS Outlook 2002, 2003, 2007                                 |
| MS Outlook Express 6, Windows Contacts (Vista Address Book) |
| Yahoo!PIM                                                   |
| Novell GroupWise 6.5, 7.0                                   |

その他にGoogle Syncというアプリケーションを利用して、Googleカレンダーやアドレス帳とリモートで同期も可能である。
画像、音楽、Microsoft Officeファイル等の移行
デスクトップマネージャーの機能のひとつでメディアマネージャーというアプリケーションを利用し、画像、音楽、Microsoft Officeファイル等のデータパソコンとBlackBerry間でやりとりをすることができる。また同様にメディアsyncというアプリケーションを利用することにより、パソコンのiTunesやWindows Media Playerのプレイリストと同期できる。
そのほか、他のBlackBerryと同様にデータのバックアップと復元、デバイスソフトウェア（OS）の再インストール、アプリケーションのインストール、BlackBerry Enterprise Serviceとのアクティベーションなどができる。

#### 主な対応サービス
| 主な対応サービス                                                        | 主な対応サービス                    | 主な対応サービス               | 主な対応サービス                            |
| ----------------------------------------------------------------------- | ----------------------------------- | ------------------------------ | ------------------------------------------- |
| DCMX/おサイフケータイ                                                   | うた・ホーダイ                      | 着うたフル/着うた              | デジタルオーディオプレーヤー(WMA)(AAC)(MP3) |
| 直感ゲーム/メガiアプリ                                                  | Music&Videoチャネル/ビデオクリップ  | GSM/3Gローミング（WORLD WING） | プッシュトーク                              |
| FOMAハイスピード                                                        | GPS/ケータイお探し                  | デコメール/デコメ絵文字        | iチャネル                                   |
| ポケットU/ホームU                                                       | テレビ電話/キャラ電                 | 電話帳お預かりサービス         | フルブラウザ                                |
| おまかせロック/バイオ認証リモートワイプ機能（BES）                      | 外部メモリーへiモードコンテンツ移行 | トルカ                         | iC通信/iCお引越しサービス                   |
| きせかえツール/マチキャラテーマをダウンロードし画面のカスタマイズが可能 | バーコードリーダ/名刺リーダ         | 2in1                           | エリアメール                                |

## 8707hより機能が拡大した点
- HSDPA対応により、下り通信速度が最大3.6Mbpsの高速通信が可能。
- FOMAプラスエリアに対応し、NTTドコモの全FOMAエリアで利用可能。
- 無線LAN（IEEE 802.11a/b/g準拠）に対応し、Skype等IP電話も搭載可能。docomo Wi-Fi（moperaU公衆無線LANコース）やホットスポットといった公衆無線LANの利用も可能。また無線LAN環境下でもSIMカードが刺さっていればメールの自動配信もFOMAネットワークと同様に利用可能。
- iTunesとの連携機能。AAC・MP3・WAV等の音楽の再生が可能。
- 画像、音楽、動画の取り込み。取り込む際、BlackBerryにあったファイル形式、サイズなどに変換できる。
- 内蔵GPSによる、Google Maps、NAVITIMEなどとの連携。
- メモリ領域の拡大。1GBの内蔵メモリーのほかに、microSDHCが利用可能。
- デジタルズーム内蔵、フラッシュ付きの2Mピクセルのカメラを搭載。動画も撮影可能（カメラなしタイプも日本で先行発売の予定）。
- 動作周波数624MHz。
- パケット通信定額対応。
- Word、Excel、PowerPointファイルの編集ソフトをプリインストール。[3]
- ソーシャル・ネットワーキング・サービス (SNS) 用アプリケーションをプリインストール。
- iモードメールの送受信が可能。
- ストラップ用の穴あり。
- トラックボールの採用で、カーソルの移動等が改善。
- ハーフVGA（480×320ピクセル）液晶。
- 株価アプリ、天気予報アプリ、GoogleMapsストリートビュー等が対応。
- バッテリードア（背面カバー）やソフトカバー、ハードカバー、トラックボール、キーボードのバリエーション追加。
- 入力言語に韓国語が追加。
- ストレージ機能。
- spモードメールが利用可能となる。

## アプリケーション
アプリケーションはさまざまなサイトからダウンロードして利用することが可能。特に2010年6月1日からはRIM社が提供する、アプリケーションポータルであるBlackBerry App Worldが利用できるようになっている。
- 地図 - 地図アプリがプリインストールされているが、当初は日本に対応していなかった。2009年秋のファームアップより対応した。さらにモバイルGoogle Mapsを利用することができ、GPSやストリートビューにも対応している。またNAVITIMEも利用することができる。
- テーマ - さまざまなサイトからテーマをダウンロードし、画面のカスタマイズを行うことができる。
- ウィジェット -天気予報、株価といったウィジェットがプリインストールされている。
- ゲーム
- Document To Go - Word、Excel、PowerPointを編集できるアプリケーションプリインストールされている。メールの添付などを閲覧する際などにも利用することができる。
- 音楽プレイヤー - iTunesやWindows Media Playerのプレイリストと同期した音楽などを聴くことができる。[+]プラスの付いたファイル名は再生できない。別売りでリモコン付ヘッドセットなども利用できる。
- 時計、電卓、ボイスレコーダー、メモ帳、音声ダイヤル、タスク

## 保守
8707hとは異なりドコモブランドとしての扱いとなるため、通常のドコモの保守が受けられる。ドコモプレミアクラブに入会することで、3年間自然故障無料修理、水没、全損以外の破損は5000円以内の修理費、電池パック無料サービス（2年以上利用）、ケータイ補償お届けサービスも利用が可能となる。なお端末操作等は8707h同様ドコモ・スマートフォン・ケアでのサポートが受けられる。

## その他

### 付属品
- ACアダプタ（同梱）
- USBケーブル（同梱）
- レザーホルスター（同梱）
- チャージングポッド（別売）
- ストラップ（別売）
- ポケット（別売）
- トラベルチャージャー（別売）

## 歴史
- 2008年8月22日　 カナダで（日本時間）より発売が開始。
- 2008年9月3日　　RBT71UWのテレコムエンジニアリングセンター(TELEC)による技術基準適合証明の工事設計認証（工事設計認証番号001XYAA1489、001MWAA1132、001WWDA1139、001GZDA1308、001XWBA1011、001YWBA1001）
- 2008年9月22日　 RBT71UWのテュフ・ラインランド・ジャパン(TUV)による技術基準適合認定の設計認証（設計認証番号AD08-0261005）
- 2008年9月29日　 NTTドコモとRIMの共同で、2008年度内での日本発売が発表された[4]。
- 2008年10月20日　RBT73UWのTELECによる技術基準適合証明の工事設計認証（工事設計認証番号001XYAA1517、001MWAA1157、001WWDA1174、001GZDA1309、001XWBA1012、001YWBA1002）
- 2008年10月22日　RBT74UWのTELECによる技術基準適合証明の工事設計認証（工事設計認証番号001XYAA1519、001MWAA1159、001WWDA1176、001GZDA1310、001XWBA1013、001YWBA1003）
- 2008年10月28日　RBT74UWのTUVによる技術基準適合認定の設計認証（設計認証番号AD08-0265005）
- 2008年11月5日　 NTTドコモ新機種発表会において、この機種が「docomo PRO series」の一機種として発売されることも明らかにされた。
- 2009年2月20日　 BlackBerry Bold発売。あわせてBiz・ホーダイダブル対応開始。
- 2009年2月27日　 BlackBerry Boldが発熱の不具合報告があり販売を一時中止。
- 2009年4月1日　　BlackBerryのブラウザを使ってのiモードメールの送受信を行うためのツールとして、iモード.netモバイルモードサービスが始まる。
- 2009年4月7日　　BlackBerry Boldの不具合を修正するソフトウエア更新開始。
- 2009年4月10日　 BlackBerry Boldの販売を再開。
- 2009年6月1日　　BlackBerry公衆無線LANオプションサービススタート
- 2009年9月4日　　ファームアップ開始（アドレス帳の誤動作の修正、メニューの長押しでタスクの切り替えが可能となる、BlackBerry Mapが日本対応）
- 2009年10月6日　 NTTドコモのスマートフォンサイトにおいて、無料版に加えBlackBerryの有料版アプリの販売開始。[5]
- 2009年10月9日　 BlackBerry Messenger がバージョンアップ[6]
- 2009年10月20日　Micro SDを使った 新しい電話帳コピーツールリリース[7]
- 2009年11月1日　 BlackBerry公衆無線LANサービス6ヶ月無料キャンペーン[8]
- 2009年11月6日　 新色「White」を12月に10,000台限定で発売することを発表。
- 2009年12月3日　 新色「White」発売開始
- 2010年6月1日　  日本においてもRIMが提供するアプリケーションポータル「BlackBerry App World」の利用が開始される。
- 2011年4月26日　 BlackBerry OS 5.0へのアップグレード提供開始。あわせてspモードメールが利用可能となる　[9]